# Marco Berlinghieri
Marco Berlinghieri (fl. 1232-1255) è stato un pittore e illustratore italiano di libri in miniatura medievali, che eseguì una Bibbia miniata, terminata nel 1250.

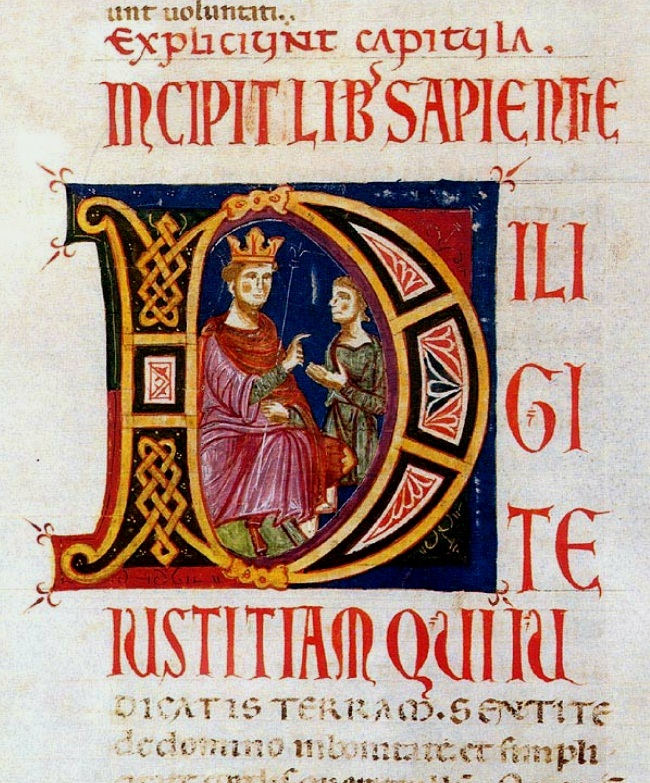
Una pagina da Berlinghieri della Bibbia miniata

Era il figlio di Berlinghiero Berlinghieri e il fratello di Barone e Bonaventura Berlinghieri.